# Kurenai (singel X Japan)
„Kurenai” (jap. 红 dosł. szkarłat) – trzeci singel zespołu X JAPAN (wówczas o nazwie X). Wydany 1 września 1989 roku. Pierwotnie utwór tytułowy zamieszczony był na debiutanckim albumie zespołu Vanishing Vision, jednak ta wersja jest bardziej podobna do ponownego nagrania zawartego w albumie BLUE BLOOD, ale nadal jest nieco inna.
Kurenai to jedna z popularniejszych piosenek zespołu, była wykonywana na większości ich koncertów, często towarzyszy jej podświetlenie sceny na czerwono, a zespół zatrzymuje się, aby pozwolić publiczności śpiewać refren na własną rękę. Z tego powodu tytuł utworu zapisuje się jako 紅 Kurenai + Your Voice. Utworem b-side jest nagranie wykonania utworu 20th Century Boy z, autorstwa brytyjskiego zespołu rockowego T. Rex. Materiał z koncertu został nagrany 10 czerwca 1989 roku w Hibiya Yaon.
Został też nagrany cover do utworu tytułowego przez brazylijski powermetalowy zespół Shaman, który został użyty w japońskiej edycji albumu z 2010 roku Origins. Także zespół Matenrō Opera nagrał cover tego utworu, który został użyty w kompilacji Crush! -90's V-Rock Best Hit Cover Songs- wydanej 23 stycznia 2011 roku.

## Lista utworów
| Nr | Tytuł               | Słowa      | Muzyka     | Czas |
| -- | ------------------- | ---------- | ---------- | ---- |
| 1. | "Kurenai" (jap. 紅) | Yoshiki    | Yoshiki    | 6:52 |
| 2. | "20th CENTURY BOY"  | Marc Bolan | Marc Bolan | 2:55 |

## Muzycy
- Toshi: wokal
- Yoshiki: perkusja, klawisze
- hide: gitara
- Pata: gitara
- Taiji: gitara basowa